# Stephanosyllis picta
Stephanosyllis picta är en ringmaskart som beskrevs av Addison Emery Verrill 1874. Stephanosyllis picta ingår i släktet Stephanosyllis och familjen Syllidae. Inga underarter finns listade i Catalogue of Life.